# Kwimba
Kwimba est un village de la République démocratique du Congo, situé dans la province du Bas-Congo.